# 切恩鏢鱸
切恩鏢鱸為輻鰭魚綱鱸形目鱸亞目河鱸科的其中一種，分布於美國肯塔基州一條流入密西西比河的支流，體長可達7.1公分，棲息在流動緩慢的溪流或池塘。